# L'Empire du bien
L'Empire du bien est un essai publié en 1991 par Philippe Muray aux éditions Les Belles Lettres. 
À travers cet essai, le premier dans ce style teinté d'humour et de satire qui fera sa renommée par la suite, Philippe Muray s'emploie à renouveler l'arsenal cognitif servant à décrire son époque, en partant du constat que, le climat moral en Occident ayant pris une orientation certaine depuis les années 1980, la plupart des notions encore en vogue à ce moment-là sont devenues inopérantes pour en éclairer les tendances. 
Muray y avance en particulier l'idée que l'esprit du temps, son Zeitgeist, est en voie vers un nihilisme passif, un totalitarisme du Bien obsédant, une effervescence hygiéniste, un nettoyage éthique aux allures festives pour lequel il invente le néologisme de festivisme et dont il observe la contagion progressive et inconsciente pour la plupart de ceux qui en sont la proie.

## Résumé
« Ensemble, désormais, le Bien et la Fête, leurs puissances réunies, ne se connaissent pas de limites ; et elles se fondent, pour commencer, sur la puissance inventée de leurs prétendus ennemis, dont ces bons apôtres ne cessent de dénoncer la virulence mensongère et les malfaisances archaïques. Le Bien comme la Fête sont chatouilleux, susceptibles, irritables. Ils s'alimentent au sentiment de persécution. D'avoir réduit au mutisme toute opposition ne leur suffit pas ; il faut tout de même qu'ils en agitent sans cesse l'épouvantail. Dans le silence général de la lâcheté, de l'abrutissement et de l'acquiescement, il leur faut toujours se fortifier d'attaques-fantômes, de périls fantoches et de simulacres d'adversaires. »
C'est par ces mots que Philippe Muray résume, en 1998, dans la préface à la réédition de son Empire du Bien, le thème de son ouvrage : le cordicolisme et le festivisme, deux néologismes de l'auteur pour désigner la civilisation nouvelle en train de naître en Occident au tournant des années 1990, et dont il observe en 1998 qu'elle s'est largement développée depuis. 
L'esprit de l'époque, selon Philippe Muray, est fortement teinté d'une forme nouvelle et inconsciente de puritanisme en ce que, derrière les apparences de la fête post-soixante-huitarde, tout écart ou critique aux nouvelles valeurs anti-dialectiques car sacralisées (anti-racisme, anti-sexisme, luttes contre l'homophobie, mais aussi plus subtilement l'anti-tabagisme etc. etc.) est plus que jamais rendu condamnable ou impossible par l'esprit grégaire du ressentiment, lequel il considère être un héritage direct du communisme agonisant.
Ressuscitant l'adjectif dix-huitième de cordicole (à l'origine servant à qualifier la société des Adorateurs du Cœur Sacré de Jésus), et baptisant ironiquement notre époque Cordicopolis (« la Cité qui adore le Cœur »), Philippe Muray analyse avec un humour caustique qui ne le quittera plus l'enfoncement de l'époque dans le « totalitarisme des bons sentiments » qu'il baptise également nihilisme rose ou nihilisme passif, faisant remarquer que ce dernier concept est déjà présent chez Nietzsche.

## Présentation
L'ouvrage est assez court (176 pages dans l'édition de 2002 des Belles Lettres) et présente un plan simple sans sous-parties :
- Préface
- I. Les dieux sont tombés sur tombés sur la Terre
- II. Trémolo Business
- III. Cherchez l'Idole
- IV. Les plumes et le goudron
- V. Consensus au poing
- VI. Tartuffe
- VII. Cordicopolis
- VIII. Défriser l'être
- IX. Colorisations
- X. Art pompier
- XI. Les damnés de l'éther
- XII. Crépuscule sur l'Empire

## Éditions
- L'Empire du bien, Paris, éditions Les Belles Lettres, 1991
- L'Empire du bien, Paris, éditions Les Belles Lettres, 2002
- L'Empire du bien, Paris, éditions Perrin, coll. « Tempus », 2019